# Óblast de Uliánovsk
Óblast de Uliánovsk (en ruso: Улья́новская о́бласть, tr.: Uliánovskaya óblast) es uno de los cuarenta y siete óblast que, junto con las veintiuna repúblicas, nueve krais, cuatro distritos autónomos y dos ciudades federales, conforman los ochenta y tres sujetos federales de Rusia. Su capital es la homónima Uliánovsk. Está ubicado en el distrito Volga limitando al norte con Chuvasia y Tartaristán, al este con Samara, al sur con Sarátov, al oeste con Penza y al noroeste con el río Surá —importante afluente del Volga— que lo separa de Mordovia. 
La superficie del óblast de Uliánovsk es de 37 181 km², y cuenta con una población de 1 267 561 de acuerdo con el censo de 2014.

## Geografía
El óblast de Uliánovsk se encuentra rodeado por la Chuvasia al norte, la República de Tartaristán al noreste, el óblast de Samara al este, el óblast de Sarátov al sur, el óblast de Penza al oeste, y la Mordovia al noroeste. Se localiza en el límite norte de las estepas centrales europeas. El río Volga fluye 200 km a través de la región y parte el óblast en dos, el banco derecho está ocupado por los Altos del Volga, con elevaciones de 358 m, mientras que el margen izquierdo es ligeramente llano. Sobre el río se localizan los puertos de Uliánovsk y Senguiley. Otros ríos importantes de la región son el Sviyaga, el Surá y el Bolshói Cheremshán, los cuales son tributarios del Volga. El 25 % de su superficie está ocupada por bosques caducifolios, mientras el resto está cubierto por estepa y pradera.

### Mapas de los ríos

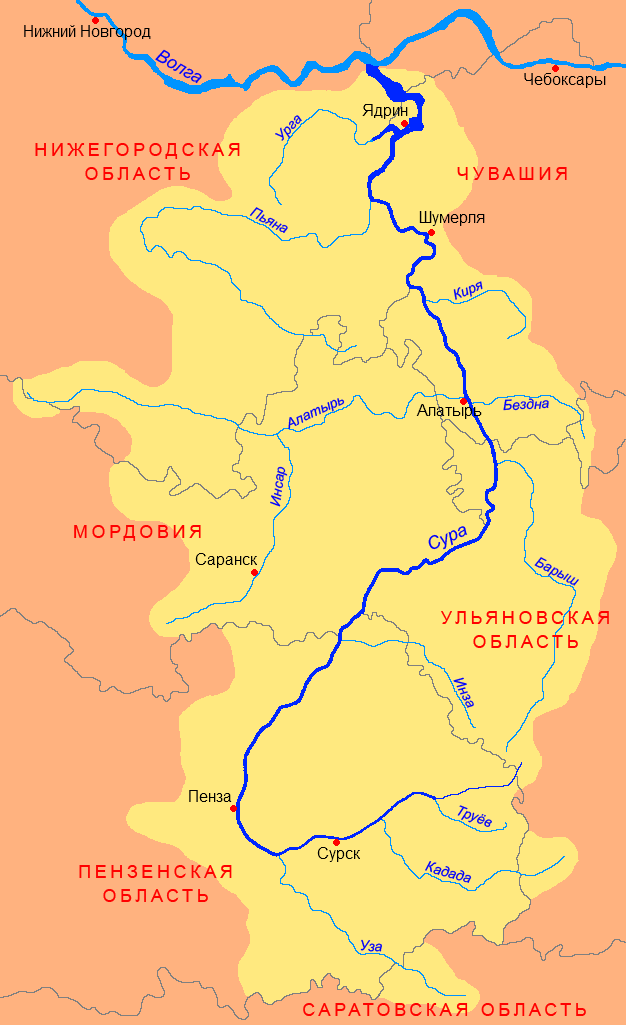
El río Surá (Сура́) forma parte de la frontera oeste de Uliánovsk con Mordovia (Мордовия)
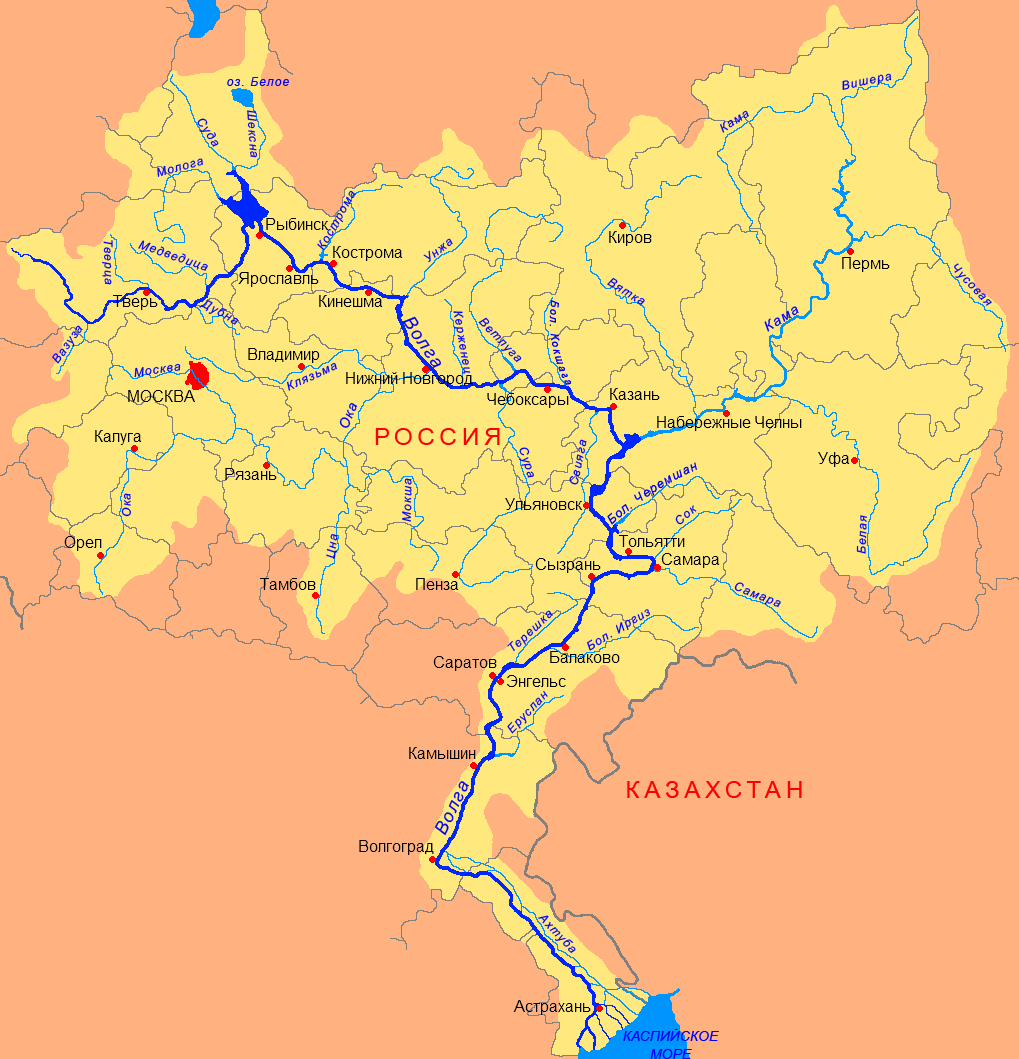
El Volga (Во́лга) fluye por el oeste del óblast, pasando por su capital Uliánovsk (Ульяновск)

## Clima
El óblast de Uliánovsk tiene un clima moderadamente continental con alta variabilidad. La temperatura promedio de junio es de 19 °C, mientras que la de enero es de −13 °C. Conforme los sistemas de aire entran y salen del área, la temperatura diaria a menudo cambia unos 20 °C en cuestión de días. A finales de octubre o principios de noviembre a mediados de abril la nieve cubre de forma fija el suelo. Las heladas se presentan hasta finales de mayo, lo que restringe el uso de plantas resistentes al frío en la agricultura como el centeno. Se presentan 350-450 mm de precipitaciones al año.